# ロマンチックアンティーク
『ロマンチックアンティーク』は、中嶋ゆかによる日本の漫画作品。『ちゃお』（小学館）の2012年12月号から2013年5月号まで連載された。

## あらすじ
アンティーク人形のエミリィは、人間と恋をしてみたいという願いをもっていた。神様の力によりエミリィは人間となるが、屋敷の庭に咲いているバラがすべて枯れる前に運命の人と両思いにならなければ、エミリィは元の人形に戻ってしまう。人間となったエミリィは、久遠空という男の子に一目惚れ、運命の人だと直感するが、冷たい態度をとられる。果たして、期限までにエミリィの恋は結ばれるのか。人間の心を持つアンティーク人形と心を持たない人間の切ないピュアラブストーリー。

## 登場人物
エミリィ
アンティーク人形だったが、神様の力により人間となる。久遠空に恋をしていて、冷たい態度をとられながらもめげずに頑張る女の子。
久遠 空（くおん そら）
周りの人たちに冷たい態度をとり、心がないとまで言われる。だが、エミリィの靴が脱げた時には助けてあげている。今のようになってしまった原因は両親との関係にあり、実は優しい男の子。
安住 葉（あずみ よう）
久遠空の幼馴染で、安住雫とは双子で兄。エミリィを応援している。
安住 雫（あずみ しずく）
久遠空の幼馴染で、安住葉とは双子で妹。兄と同じく、エミリィを応援している。

## 書誌情報
- 中嶋ゆか『ロマンチックアンティーク』全1巻（小学館）
  1. 2013年7月1日発売、ISBN 978-4-09135538-6